# Giovannino Guareschi
Giovannino Oliviero Giuseppe Guareschi (Fontanelle di Roccabianca, 1 de maio de 1908 – Cervia, 22 de julho de 1968) foi um jornalista, escritor e cartoonista italiano. Católico, ficou muito conhecido pela criação de Don Camillo e Peppone.

## Carreira
Ele é um dos escritores italianos mais vendidos no mundo (com mais de 20 milhões de cópias) mesmo sendo plagiado no Vietnã.
A sua obra mais conhecida, também pelas transposições cinematográficas e pelo significado político que os acontecimentos que lhes dizem respeito assumiram naqueles anos, é Don Camillo, um pároco cujo antagonista é um alcaide comunista, Peppone, e cujos acontecimentos se desenrolam numa cidade do baixo vale do Pó Emiliano.
Em 1945, fundou e foi por vários anos diretor do jornal humorístico Candido.

## Publicações

### A sérieMondo piccolo
- Mondo piccolo. Don Camillo, Milão, Rizzoli, 1948.
- Mondo piccolo. Don Camillo e il suo gregge, Milão, Rizzoli, 1953.
- Mondo piccolo. Il compagno Don Camillo, Milão, Rizzoli, 1963.
- Mondo piccolo. Don Camillo e i giovani d'oggi, Milão, Rizzoli, 1969.
- Gente così - Mondo piccolo, Milão, Rizzoli, 1980.
- Lo spumarino pallido. Mondo piccolo, Milão, Rizzoli, 1981.
- Il decimo clandestino. Piccolo mondo borghese, Milão, Rizzoli, 1982.
- Noi del Boscaccio. Piccolo mondo borghese, Milão, Rizzoli, 1983. ISBN 88-17-65402-7
- L'anno di Don Camillo, Milão, Rizzoli, 1986. ISBN 88-17-65351-9
- Il breviario di Don Camillo, editado por Alessandro Pronzato, Milão, Rizzoli, 1994. ISBN 88-17-66329-8
- Ciao Don Camillo, Milão, Rizzoli, 1996. ISBN 88-17-66062-0
- Don Camillo e Don Chichì (Don Camillo e i giovani d'oggi), Milão, Rizzoli, 1996. ISBN 88-17-66407-3 [edizione integrale di Don Camillo e i giovani d'oggi]
- Don Camillo della Bassa, Milão, Rizzoli, 1997.
- Piccolo mondo borghese, Milão, Rizzoli, 1998.
- Tutto don Camillo. Mondo piccolo, 3 voll., Milão, Rizzoli, 1998. ISBN 88-17-68005-2
- Don Camillo. Il Vangelo dei semplici. 12 racconti di Giovannino Guareschi commentati da Giacomo Biffi, Giovanni Lugaresi, Giorgio Torelli, Alessandro Gnocchi, Mario Palmaro, Milão, Ancora, 1999. ISBN 88-7610-771-1
- Qua la mano don Camillo. La teologia secondo Peppone. 14 racconti di Giovannino Guareschi commentati da Michele Brambilla, Giovanni Lotto, Giovanni Lugaresi, Alessandro Maggiolini, Giorgio Torelli, Alessandro Gnocchi, Mario Palmaro, Milão, Ancora, 2000. ISBN 88-7610-870-X
- Don Camillo e Peppone, Milão, RCS Libri, 2007. ISBN 978-88-486-0355-3

### Outras obras
- La scoperta di Milão, Milão, Rizzoli, 1941.
- Il destino si chiama Clotilde. Romanzo d'amore e di avventura con un'importante digressione la quale, per quanto d'indole personale, si innesta mirabilmente nella vicenda e la corrobora rendendola vieppiù varia e interessante, Milão, Rizzoli, 1941.
- Il marito in collegio. Romanzo ameno, Milão, Rizzoli, 1944.
- La Favola di Natale, Milão, Edizioni Riunite, 1946.
- Italia provvisoria. Album del dopoguerra, Milão, Rizzoli, 1947.
- Lo zibaldino. Storie assortite vecchie e nuove, Milão, Rizzoli, 1948.
- Diario clandestino, 1943-1945, Milão, Rizzoli, 1949.
- Corrierino delle famiglie, Milão, Rizzoli, 1954.
- La calda estate di Gigino Pestifero, Bologna, Il borgo, 1967.
- Vita in famiglia, Milão, Rizzoli, 1968.
- L'Italia in graticola, Milão, Edizioni del Borghese, 1968
- Osservazioni di uno qualunque, Milão, Rizzoli, 1988. ISBN 88-17-65454-X
- Ritorno alla base, Milão, Rizzoli, 1989. ISBN 88-17-65439-6
- Chi sogna nuovi gerani? "Autobiografia", editado por Alberto e Carlotta Guareschi, Milão, Rizzoli, 1993.
- Vita con Gio'. Vita in famiglia & altri racconti, Milão, Rizzoli, 1995. ISBN 88-17-66406-5
- Un po' per gioco. Fotoappunti di Giovannino Guareschi. Le sue fotografie dal 1934 al 1952, editado por C. Guareschi, Milão, Rizzoli, 2000.
- Attenti a quei due, Milão, Ghisetti e Corvi, 2000. ISBN 88-8013-671-2
- Bianco e Nero. Giovannino Guareschi a Parma, 1929-1938, Milão, Rizzoli, 2001, ISBN 88-17-86889-2; Milão, BUR, 2019.
- La figlia del maresciallo. Da Lambrate al Cremlino: amore, spionaggio, storia, geografia, UPIM e URSS, Fotofumetto di Candido, Milão, Rizzoli, 2002. ISBN 88-17-87129-X
- Baffo racconta, Milão, Rizzoli, 2004. ISBN 88-17-00359-X
- Chico e altri racconti, Parma, Monte Università Parma, 2004.
- Guareschi al «Corriere» 1940-1942, editado por Angelo Varni, Milão, Fondazione Corriere della Sera, 2007
- Caffè antico, Alpignano, Tallone, 2008.
- La donna elefante. Elogio del correttore di bozze, Milão, Edizioni Henry Beyle, 2014, ISBN 978-88-976-0872-1.
- L'umorismo, Poschiavo, L'ora d'oro, 2015, ISBN 978-88-941233-0-2.
- Per scrivere t'amo ci vuole l'apostrofo?, Milão, Edizioni Henry Beyle, 2016, ISBN 978-88-992-3442-3.
- Per chi votare, Milão, Edizioni Henry Beyle, 2018, ISBN 978-88-992-3499-7.

### Trabalhos completos
- Fantasie della bionda. Scene da un romanzo all'antica, Milão, Rizzoli, 1995, ISBN 978-88-176-6479-0.
- Milano 1947-1949: Guareschi e la Radio, Milão, Rizzoli, 2007, ISBN 978-88-170-1950-7.
- Il grande diario. Giovannino cronista del lager. 1943-1945, Milão, Rizzoli, 2008, ISBN 978-88-17-01997-2.
- L'opera grafica. 1925-1968, editado por G. Casamatti, Milão, Rizzoli, 2008, ISBN 978-88-17-02725-0.
- La famiglia Guareschi. Racconti di una famiglia qualunque 1939-1952. Vol. 1, Milão, Rizzoli, 2010, ISBN 978-88-17-04558-2.
- La famiglia Guareschi. Racconti di una famiglia qualunque 1953-1968. Vol. 2, Milão, Rizzoli, 2011, ISBN 978-88-17-05327-3.
- Don Camillo e Peppone, Milão, Rizzoli, 2011, ISBN 978-88-586-1736-6.
- I Racconti di Nonno Baffi, Milão, Rizzoli, 2012, ISBN 978-88-586-3684-8.
- L'umorismo di Giovannino senza baffi, Milão, Rizzoli, 2013, ISBN 978-88-170-6437-8.
- Il dottor Mabuse. Il primo fumetto pubblicato sul «Bertoldo» nel 1937. Una favola contro le dittature, editado por E. Balduzzi, Libreria Ticinum, 2018, ISBN 978-88-995-7446-8.
- Giovannino nei lager, Milão, Rizzoli, 2018, ISBN 978-88-170-6997-7. [nclui: Favola di Natale, Diario clandestino, Ritorno alla base]
- L'Italia sulla graticola. Scritti e disegni per il Borghese 1963-1964, Introdução de i Alessandro Gnocchi, Collana Saggi, Milão, Rizzoli, 2019, ISBN 978-88-171-4189-5.

#### Coleções de escritos sobreCândido
- Mondo Candido 1946-1948, Milão, Rizzoli, 1991, ISBN 978-88-171-1176-8
- Mondo Candido 1948-1951, Milão, Rizzoli, 1992, ISBN 978-88-171-1061-7
- Mondo Candido 1951-1953, Milão, Rizzoli, 1997, ISBN 978-88-176-6408-0
- Mondo Candido 1953-1958, Milão, Rizzoli, 2003, ISBN 978-88-170-1486-1
- Mondo Candido 1958-1960, Milão, Rizzoli, 2006, ISBN 978-88-170-2851-6

## Outras imagens

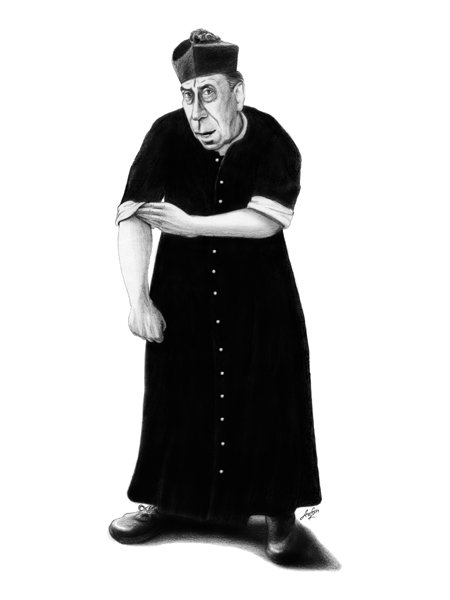
Don Camillo, interpretado por Fernandel.
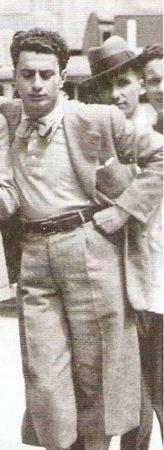
Giovannino Guareschi, ainda jovem, em Parma.
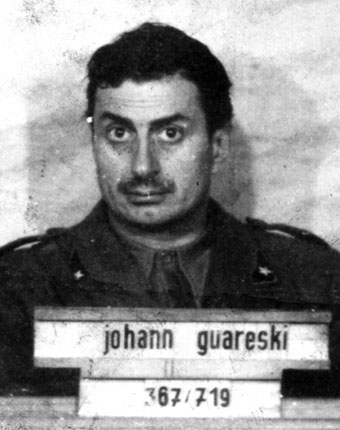
1943/45.